# Motivació informativa
La motivació informativa és l'acció que anima a dirigir l'activitat humana a interaccionar amb la informació. Cada persona es mou per motivacions diferents, per això la motivació informativa pot explicar la raó de per què, davant d'una mateixa possibilitat d'accés a la informació, cada persona pot tenir diferents conductes i comportaments.
Algunes motivacions informatives sorgeixen intencionadament a partir dels interessos particulars que fan que una persona cerqui informació per a resoldre i donar resposta a aquests interessos inicials, però també hi ha una motivació informativa que respon i està relacionada amb l'inconscient. Per tant, la motivació informativa prové d'una necessitat conscient i/o inconscient d'informació.

## L'activitat humana i la motivació informativa
Wilson (2006), tenint en compte la Teoria de l'activitat, proposa posar la motivació de l'individu com a primer punt d'importància per a iniciar l'activitat de comportament informacional. Una motivació que implica una interacció entre les seves metes, les accions mediades, el context proper i les condicions externes socioculturals I històriques que l'envolten. Un motiu genera una activitat composta per una o diferents accions per a la consecució d'unes metes informativas.
Seguint amb la Teoria de la Actividad, per a Freire (2007) “la Actividad se traduce a la realidad a través de un Sistema de Acciones específico, las cuales se subordinan a la idea de tener una meta o varias metas conscientes, significativas y críticas (motivo intrínseco). La Actividad es la acción motivada (intrínsecamente), es decir, es el Sistema de Acciones que un sujeto realiza teniendo conciencia del por qué y del para qué lo realiza, y la satisfacción de las necesidades o el desarrollo de sus potencialidades que le permiten”.
Axel (1997) també indica que una Acció pot convertir-se en una Activitat si adquireix un motiu conscient, significatiu i crític per a l'individu.

## Altres teories de la motivació en relació amb l'inici del procés de cerca informativa
La motivació informativa està vinculada amb unes necessitats humanes i amb un desig intencionat o no d'obtenir informació. Aquest desig de cerca d'informació pot iniciar-se simplement per donar sentit a situacions, fets o circumstàncies que hom no pot entendre i per a les quals cerca una explicació, tal com diu la teoria del sensemaking.
Un altre model teòric, el de Kuhlthau, defensa que la cerca d'informació respon a motivacions relacionades amb l'enriquiment del coneixement personal, ja que la incertesa causa ansietat i motiva l'inici d'un procés de cerca. Segons Kuhlthau en el progrés de la incertesa cap a l'obtenció de coneixement es passa per unes etapes: iniciació, selecció, exploració, formulació, col·lecció i presentació, segons les quals es pot considerar la motivació informativa com un factor detonant de l'etapa d'iniciació del procés de cerca informativa.
Quant a les teories que defensen la cerca d'informació no intencionada, hi ha el browsing, que si bé és cert que no es pot considerar en si mateix com una motivació informativa, si es pot dir que durant una visualització o fulleig d'informació pot sorgir una motivació que doni lloc a disposar de l'ànim i de la curiositat que mou a una persona a iniciar una activitat de cerca informativa no prevista amb anterioritat.

## Motivacions informatives
La jerarquia de les necessitats humanes proposada en la Piràmide de Maslow per donar resposta a la motivació humana classifica aquestes necessitats en: bàsiques, de seguretat i protecció, socials, d'estima i d'autorealització o autoactualització.
Deixant d'un costat les necessitats bàsiques que són fonamentalment fisiològiques com la necessitat de respirar, de menjar, de beure o de dormir, tota la resta de necessitats enumerades a la Piràmide de Maslow podrien ser una causa que respongui a una motivació informativa:
Seguretat i proteccióexisteix una motivació de cerca d'informació per trobar com sentir-se segur i protegit, no solament relacionada amb els aspectes relatius a la seguretat física, sinó també amb la seguretat de tenir informació relacionada amb un nivell educatiu, estatus professional o el mateix estat de salut. Qui no ha estat motivat a cercar informació sobre una malaltia o molèstia personal?
Socialsles relacions humanes, la participació i en moltes ocasions també l'acceptació social estan estretament relacionades amb el grau d'informació que dispose una persona, causa per la qual una persona per comunicar-se i sentir-se integrada dins del seu entorn sent una motivació informativa
Autoestimasentiments com la confiança, la llibertat, la independència, el reconeixement d'un estatus, de dignitat, d'estima, d'atenció, de reputació o de poder també motiven a una persona a iniciar una cerca informativa.
Autorealització o autoactualitzacióel creixement personal i d'autorrealització, l'aprenentatge permanent (enllaç Andres) i l'alfabetització informacional també activen les persones a interactuar amb la informació.